# Aceite de cacahuete

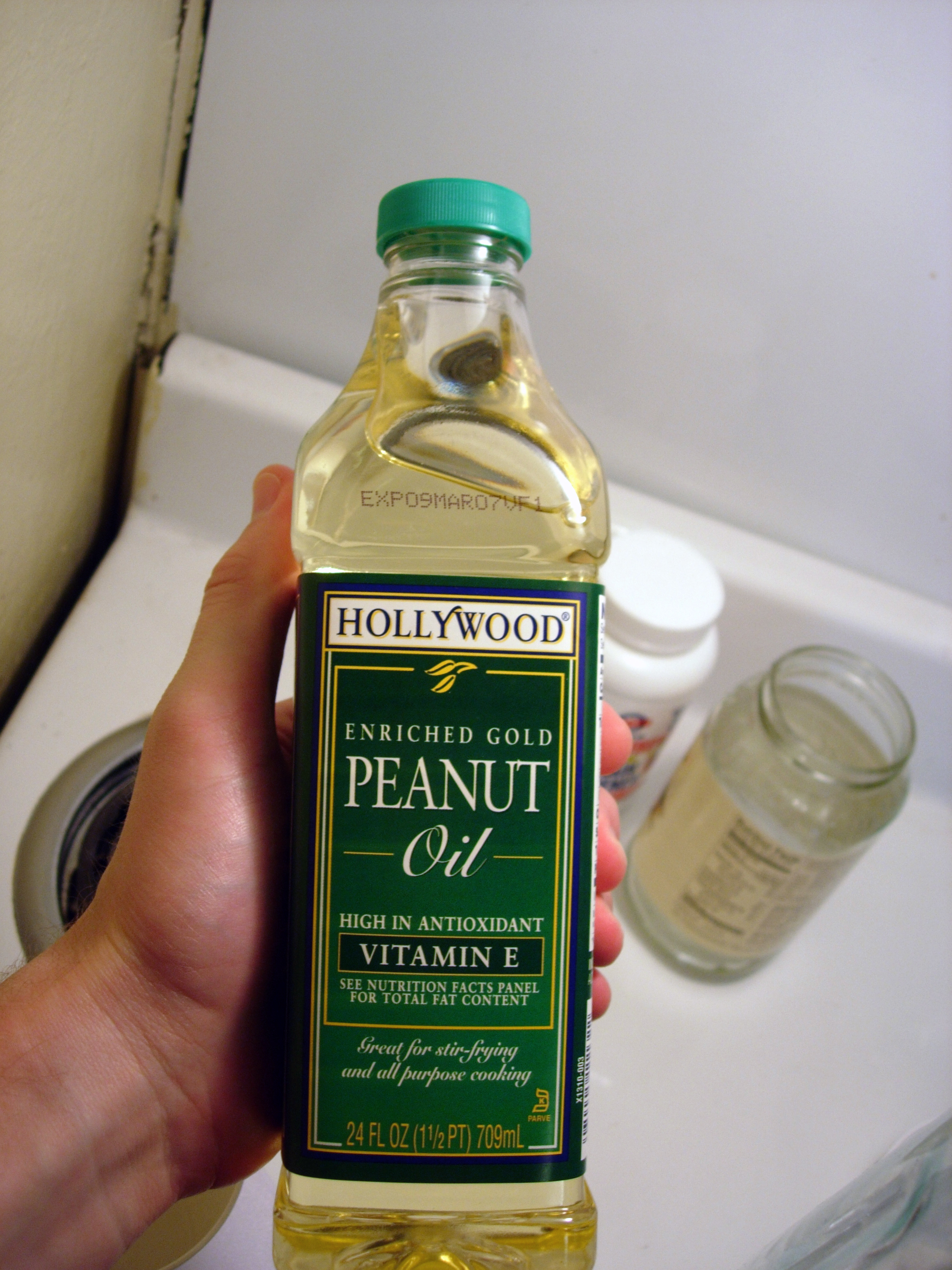
Botella de aceite de cacahuate, con vitamina E agregada como conservante

El aceite de cacahuate, aceite de cacahuete o aceite de maní es un aceite vegetal preparado, ya sea mediante cocción de los cacahuates o maníes (Arachis hypogaea) o mediante su extracción en una prensa hidráulica. Este aceite es de color muy claro y su idoneidad para aguantar altas temperaturas le convierte en aceite ideal en la cocina como aceite de freír. Tiene un sabor suave que le hace apropiado para elaborar ensaladas, mayonesas y vinagretas.
Este tipo de aceite es muy empleado en la cocina asiática, ya que también se usa en el Wok.
Tiene la desventaja de ser completamente alergénico, por lo que debe evitarse su uso en personas alérgicas al maní y los frutos secos en general.

## Composición
La composición de ácidos grasos del aceite de maní para consumo humano es la siguiente (en porcentaje de peso en orden descendente):
- Ácido oleico (C18: 1 ω-9 monoinsaturado): 35 - 72%
- Ácido linoleico (C18: 2 ω-6 poliinsaturados): 13 - 43%
- Ácido palmítico (C16: 0 saturado): 7 a 16%
- Ácido esteárico (C18: 0 saturado): 1.3 a 6.5%
- Ácido behénico (C22: 0 saturado): 1 a 5%
- Ácido araquídico (C20: 0 saturado): 0.5 a 3%
- Ácido Lignócerico (C24: 0 saturado): 0.5 a 3%
- Ácido gadoleico (C20: 1 ω-9 monoinsaturado): 0.5 a 2.1%
- Ácido alfa-linolénico (ALA) (C18: 3 ω-3 poliinsaturados): <0.6%
- Ácido erúcico (C22: 1 monoinsaturado): <0.5%

Por cada 100 g (3,5 onzas) de aceite de maní procedente de América del Sur, se tiene en promedio:
- Grasas monoinsaturadas: 39 g (1,4 onzas) (sobre todo oleico)
- Ácidos grasos esenciales omega-6: 38 g (1,3 onzas)
- Ácidos grasos saturados: 23 g (0,8 onzas) (palmítico, esteárico, behénico, araquídico)
- Menos de 0,1 g (0,00 onzas) de ácidos grasos esenciales omega 3

A favor (en términos de la dieta):
- Rico en ácidos grasos esenciales omega-6, pero menos que el aceite de girasol.

Contras:
- Relativamente rico en ácidos grasos saturados, comparado con el aceite de oliva, colza o girasol.
- Bajo en ácido graso esencial omega-3. Recordemos que el consumo ideal es un aporte omega-6/omega-3 entre 1/1 y 4/1 (En el ejemplo anterior es de 380/1)

## Otros usos
El aceite de cacahuate de segunda extracción se utiliza en la fabricación de jabón.
Este aceite fue el primer combustible del motor diésel.

## Producción mundial
Datos disponibles de la producción mundial de aceite de cacahuate en 2018, en toneladas por año:
| Puesto | País           | Toneladas |
| ------ | -------------- | --------- |
| 1      | China          | 1,821,000 |
| 2      | India          | 1,540,976 |
| 3      | Nigeria        | 364,100   |
| 4      | Birmania       | 252,465   |
| 5      | Sudán          | 177,800   |
| 6      | Senegal        | 175,900   |
| 7      | Guinea         | 110,000   |
| 8      | Argentina      | 102,700   |
| 9      | Estados Unidos | 97,000    |
| 10     | Ghana          | 70,218    |
| 11     | Chad           | 64,000    |
| 12     | Brasil         | 63,600    |